# Камю, Марсель
Марсе́ль Камю́ (фр. Marcel Camus; 21 апреля 1912, Шап — 13 января 1982, Париж) — французский кинорежиссёр, сценарист и актёр.

## Биография
Сын учителя, племянник известного писателя Ролана Доржелеса, готовился стать преподавателем рисования. В годы Второй мировой войны был интернирован в Германию. Вернувшись, увлекся театром, дядя познакомил его с крупными фигурами кино. Он работал ассистентом у Жака Беккера, Анри Вернея и др. 

## Фильмография

### Режиссёр
- 1947 — / Antoine et Antoinette — (Ассистент режиссёра)
- 1949 — / Rendez-vous de juillet — (Ассистент режиссёра)
- 1950 — / Edouard et Caroline — (Ассистент режиссёра)
- 1952 — / Casque d’or — (Ассистент режиссёра)
- 1953 — / L' Ennemi public n°1 — (Ассистент режиссёра)
- 1955 — / Les Mauvaises rencontres — (Ассистент режиссёра)
- 1957 — Смерть тайком / Mort en fraude
- 1959 — Чёрный Орфей / Orfeu Negro, Золотая пальмовая ветвь Каннского МКФ, «Оскар» за лучший фильм на иностранном языке
- 1959 — / Os Bandeirantes
- 1965 — / Le Chant du monde
- 1970 — Атлантический вал / Le Mur de l’Atlantique
- 1975 — / Othalia de Bahia по роману Жоржи Амаду «Пастыри ночи»
- 1978 — Дьявол во плоти / Ce diable d'homme (о Вольтере).

### Сценарист
- 1952 — / Les Dents longues
- 1957 —  Смерть тайком / Mort en fraude
- 1959 — Чёрный Орфей / Orfeu Negro
- 1965 — / Le Chant du monde
- 1970 — Атлантический вал / Le Mur de l’Atlantique

### Актёр
- 1959 — Чёрный Орфей / Orfeu Negro — Эрнесто
- 1974 — / Histoire du cinéma français par ceux qui l’ont fait